# غالوتية
الغالوتية (الاسم العلمي: Gallotia)، جنس عظاءات من فصيلة السحالي الحقيقية (سحالي الجدران) موطنها جزر الكناري. يتكون هذا الجنس من مجموعة كانت قد تطورت هناك منذ ظهور الجزر الأولى من البحر منذ أكثر من 20 مليون سنة. الأنواع المتوطنة والأنواع الفرعية لهذه المجموعة لها عدد من الخصائص التي تجعلها متميزة تمامًا داخل فصيلتها (السحالي الحقيقية)؛ أقاربها الوحيدين هي السحالي الركاضة الرملية (سندواة) في منطقة غرب البحر الأبيض المتوسط. للغالوتية سمة مميزة وهي تناول كميات كبيرة من النباتات، وهناك عدة سلالات متعملقة بالجزيرة. سُمي الجنس على د. غالوت، وهو هاوي في علوم الطبيعة في جزر الكناري، الذي أرسل عينة من نوع هذه العظاءات (الغالوتية) إلى باريس.